# Jonathan Martínez (pallavolista 1993)
Jonathan Martínez Albino (Corozal, 27 ottobre 1993) è un pallavolista portoricano, schiacciatore dei Changos de Naranjito.

## Carriera

### Club
La carriera di Jonathan Martínez inizia nei tornei scolastici portoricani, giocando per l'Discípulos de Cristo. Successivamente gioca negli Stati Uniti d'America con la squadra della sua università, la Pfeiffer, partecipando alla NCAA Division I dal 2015 al 2016, raggiungendo le Final 6 durante il primo anno.
Nella stagione 2016-17 firma il suo primo contratto professionistico coi Patriotas de San Juan, nella Liga de Voleibol Superior Masculino. Dopo un periodo di inattività, torna in campo nel corso della Liga de Voleibol Superior Masculino 2019 coi Changos de Naranjito, mentre dopo la cancellazione del campionato portoricano nel 2020, torna in campo qualche settimana dopo l'inizio della Liga de Voleibol Superior Masculino 2021 sempre coi Changos de Naranjito, con cui vince lo scudetto e dove resta in forza anche a partire dall'annata seguente.

## Palmarès

### Club
- Campionato portoricano: 1

2021